# Gmina Brovst
Gmina Brovst (duń. Brovst Kommune) – istniejąca w latach 1970–2006 gmina w Danii w okręgu północnej Jutlandii (Nordjyllands Amt). Siedzibą władz gminy było miasto Brovst. Gmina Brovst została utworzona 1 kwietnia 1970 na mocy reformy podziału administracyjnego Danii.
Po kolejnej reformie administracyjnej w roku 2007 weszła w skład nowej gminy Jammerbugt.

## Dane liczbowe
- Liczba ludności: (♀ 4212 + ♂ 4128) = 8340
  - wiek 0–6: 8,2%
  - wiek 7–16: 14,1%
  - wiek 17–66: 62,9%
  - wiek 67+: 14,8%
- zagęszczenie ludności: 37,6 osób/km²
- bezrobocie: 7,2% osób w wieku 17–66 lat
- cudzoziemcy z UE, Skandynawii i USA: 95 na 10 000 osób
- cudzoziemcy z krajów Trzeciego Świata: 129 na 10 000 osób
- liczba szkół podstawowych: 5 (liczba klas: 60)

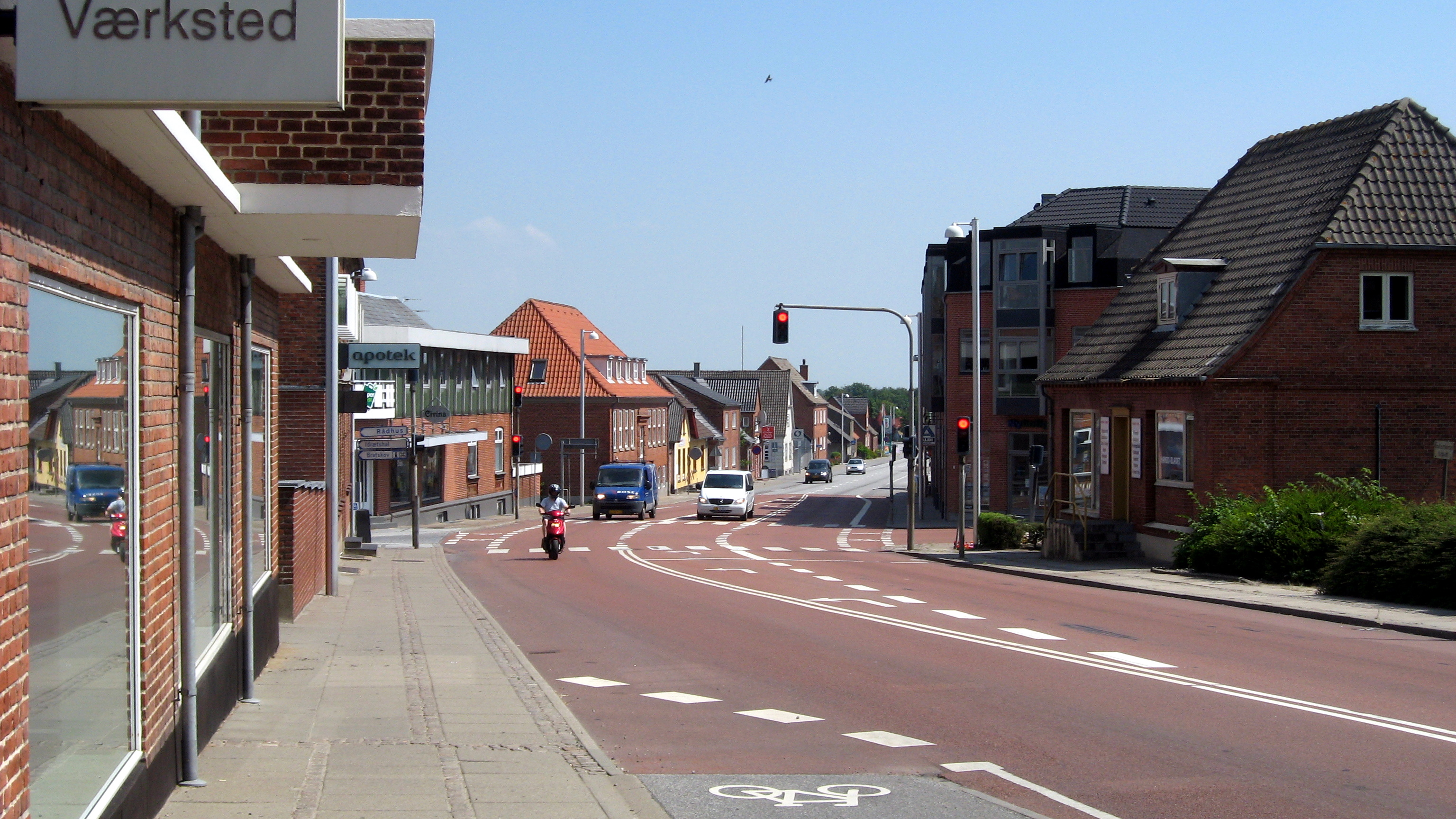
siedziba gminy – Brovst